# 울산 이안 태화강 엑소디움
울산 이안 태화강 엑소디움(영어: Ulsan Taehwa River Iaan Exordium)은 대한민국 울산광역시 중구 옥교동에 위치한 마천루이자 초고층 주상복합 아파트 단지다. 지상 54층과 지하 4층이 있으며 높이는 201m고 주거시설인 아파트는 2010년 완공 당시 울산광역시에서 가장 높은 건물이 되었다. 지하주차장의 주차대수는 1,070대이다.
이안은 대우산업개발이 만든 아파트 브랜드고 태화강(太和江)은 울산에 위치하고 있고 엑소디움(EXORDIUM)은 아파트 브랜드명이다.

## 역사
이 아파트는 2006년에 분양이 시작되었다. 같은 해 착공하였고 2009년에 완공 이후 2010년 3월에 입주하였다. 2011년에 할인분양을 하였다.

## 건물

### 높이
울산 이안 태화강 엑소디움의 높이는 201m로, 지상 54층이다. 완공 당시 울산에서 가장 높은 건물이 되었고 동시에 울산에서 가장 높은 아파트가 되었다.

### 특징
이 아파트는 쌍둥이 아파트이며 초고층 주상복합 아파트다. 태화강, 특히 울산교에서 바라보는 야경이 꽤나 봐줄 만하다. 태화강 야경을 빛내는 강변 인근에 위치한 수많은 주상복합 아파트들 중 가장 크고 아름다운 규모를 자랑한다. 옥상에 헬기 착륙이 가능하며 울산의 풍경 또는 야경을 볼 수 있게 된다.

## 시설
울산광역시 최초의 마천루이다. 울산광역시는 돈은 많지만 교통이 불편하고 대우산업개발이 우정혁신도시와 멀리 떨어지지 않은 옥교동 입지를 찾아내서 기존 부지를 인수하여 주상복합 아파트를 짓게 된 것이다. 오피스텔로도 이용이 가능한 방들이 있다. 단지 내에 로비, 휴계공간, 부대시설, 판매시설, 수영장, 골프장, 사우나, 휘트니스 센터 등을 한꺼번에 집어넣은 복합 건물이다.

### 주요 시설

#### 아파트
아파트는 420세대로 구성되며 101동 ~ 102동에 위치하고 있다.
| 평형별 타입 | 세대수  |
| ----------- | ------- |
| 99평형      | 2세대   |
| 68평형      | 16세대  |
| 62평형      | 86세대  |
| 51평형      | 144세대 |
| 45평형      | 172세대 |

#### 오피스텔
오피스텔은 86실으로 구성되며 101동 ~ 102동에 위치하고 있다.
| 평형별 타입 | 세대수 |
| ----------- | ------ |
| 49평형      | 43실   |
| 48평형      | 43실   |

### 내부 시설
다음은 울산 이안 태화강 엑소디움의 시설이다.
| 층수                | 시설                 |
| ------------------- | -------------------- |
| 54층                | 펜트하우스           |
| 50층 ~ 53층         | 아파트               |
| 21층 ~ 49층         | 아파트, 오피스텔     |
| 20층                | 피난층, 휴계공간     |
| 7층 ~ 19층          | 아파트, 오피스텔     |
| 6층                 | 아파트, 휴계공간     |
| 5층                 | 부대시설             |
| 2층 ~ 4층           | 판매시설, 지상주차장 |
| 1층                 | 로비, 커뮤니티 시설  |
| 지하 4층 ~ 지하 1층 | 지하주차장           |

## 갤러리

공원에서 본 울산 이안 태화강 엑소디움 공사현장. (2008년)
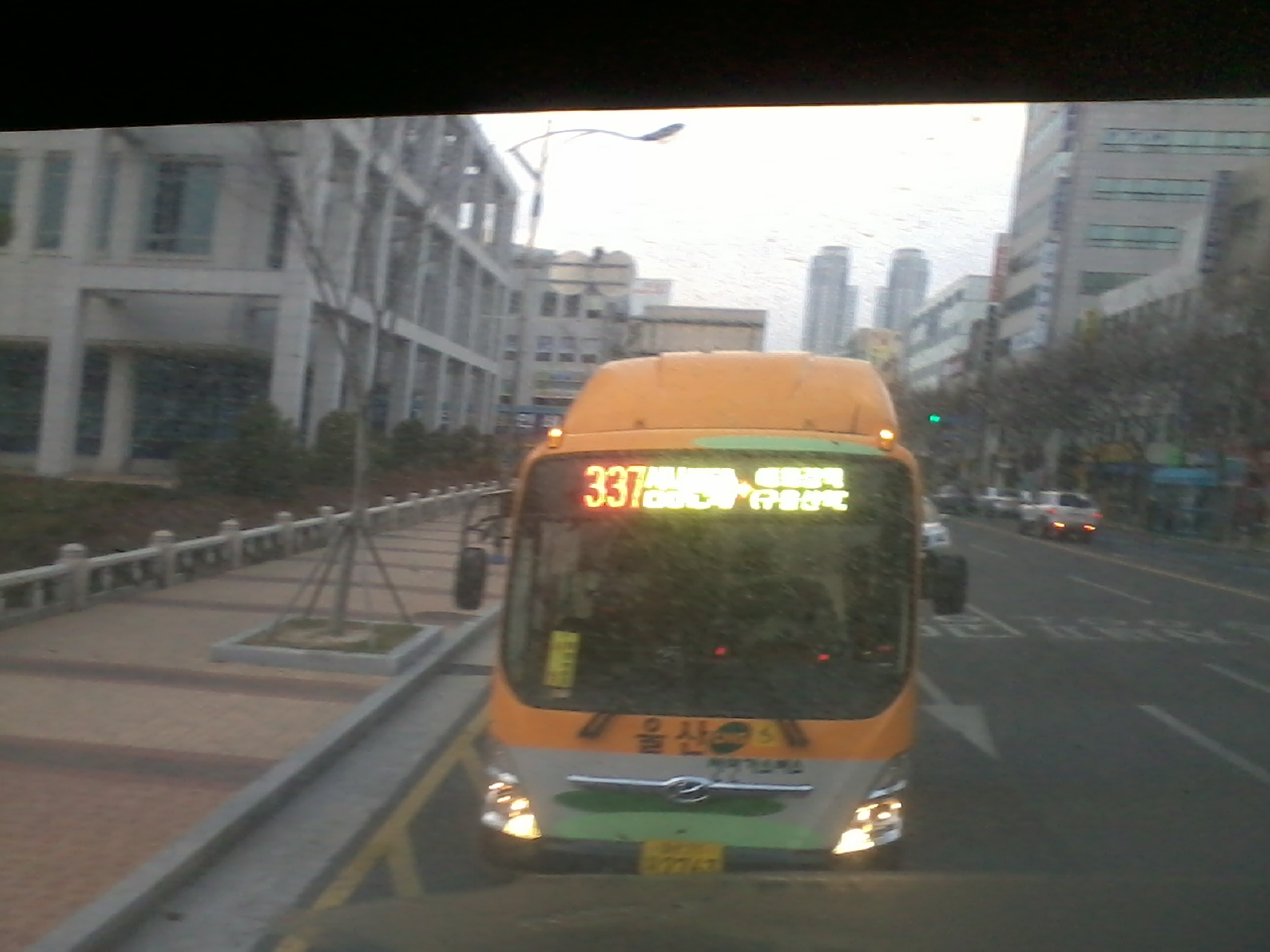
울산시내버스 337번

## 같이 보기
- 이안
- 대우산업개발
- 해운대 엑소디움 타워
- 태화강
- 대한민국의 마천루 목록
- 울산광역시의 마천루 목록